# Савченко Лідія Василівна
Лідія Василівна Савченко ((24 лютого 1936 , Грозний, Північно-Кавказький край  — 3 лютого 2011 , Москва )) — радянська і російська акторка театру і кіно, Заслужена артистка РРФСР (1986).

## Біографія
Закінчила Театральне училище імені Щукіна (1959, курс Л. М. Шахматова).
З 1960-х і до 1993 року — акторка Московського драматичного театру імені Станіславського.

Лідії Савченко часто доводилося грати в посередніх і поганих спектаклях. Всі відзначили факт появи в театрі імені К. С. Станіславського талановитої молодої акторки, і дійсно, вона грала добре, але залишалася, головним чином, у ході вистав, в рамках театру. … І в утилітарній п'єсі «Життя і злочин Антона Шелестова» про правильність тих чи інших педагогічних установок і відносин між сім'єю, школою і міліцією виникав завдяки Савченко глибший людський сенс. Куди більш повно вона розкрилася в «Тригрошовій опері» в ролі Поллі Пічем — доброї людини з Сохо.
— Театр, Том 26, Часть 3, Искусство, 1965 год
У зовнішності юної Поллі, нареченої Мекхіта, яку грає Л. Савченко, часом відкривається щось значне— Огонёк, 1963
Відома, насамперед, як виконавиця ролі Люсі у виставі Анатолія Васильєва «Доросла дочка молодої людини» (1979) (фільм «Дорога на Чаттанугу», 1992).
Театр вона покинула разом з Поповим, Васильєвим та Морозовим, коли режисером став Олександр Товстоногов.
Була одружена з драматургом Михайлом Рощиним.
Померла 3 лютого 2011 року в Москві на 75-му році життя у себе вдома після важкої тривалої хвороби. Похована на Троєкуровському кладовищі в Москві.

## Ролі в театрі
Московський драматичний театр імені К. С. Станіславського
- 1963 — "Життя і злочин Антона Шелестова ", Г. Мединський, В. Токарєв — Галька-Губаха
- 1963 — «Тригрошова опера», Бертольта Брехта — Поллі Пічем
- 1979 — «Доросла дочка молодої людини» Віктора Славкіна, режисер Анатолій Васильєв — Люся.

Російська антреприза Михайла Козакова
- 1996 — «Неймовірний сеанс» — Ноел Ковард — місіс Бредман

## Фільмографія
- 1957 — «До Чорного моря» — студентка
- 1957 — «У важку годину» — Таня
- 1962 — «На семи вітрах» — Ксенія Шарова
- 1964 — «До мене, Мухтар!» — Галинка
- 1975 — «Таке коротке довге життя» — Клава
- 1975 — «Остання жертва» — Пивокурова
- 1977 — «І це все про нього» — Суворова Марія Федорівна
- 1978 — «Фотографії на стіні»
- 1978 — «Уроки французької»
- 1979 — «Лють»
- 1979 — «Не стріляйте в білих лебедів»
- 1980 — «Приватна особа» — офіціантка
- 1981 — «Небезпечний вік» — Олена, подруга Родимцевих з Мурманська
- 1981 — «Прощання» — Соня, дружина Павла
- 1982 — «Час для роздумів» — Тома, сусідка Алі
- 1982 — «Магістраль» — епізод
- 1988 — «Швидкий поїзд»
- 1989 — «Ганна Петрівна» — Фаїна, сусідка
- 1989 — «Пряма трансляція»
- 1990 — «Доросла дочка молодої людини» (телеспектакль) — Люся
- 1991 — «Оголена в капелюсі»
- 1991 — «Любов — смертельна гра»
- 1992 — «Присутність»
- 1994 — «Злодійка» — народна засідателька
- 1997 — «Злодій» — баба Таня
- 1997 — «[У тій країні]]» — теща Скурідіна
- 1999 — «Розв'язка Петербурзьких таємниць»
- 2005 — «Золоте теля» — дочка лейтенанта Шмідта